# Wechtar
Wechtar lub Wechtari (ur. ?, zm. 678) – Longobard z Vicenzy, który był księciem Friuli w latach ok. 666 – 678. Przejął kontrolę nad Friulią na rozkaz króla Grimoalda w następstwie buntu Lupusa i Arnefrita oraz inwazji Awarów. Według Pawła Diakona był łagodnym i sprawiedliwym władcą.
Po spacyfikowaniu regionu przez Grimoalda, Wechtar został wyznaczony na księcia. Wkrótce potem udał się do Pawii i podczas jego nieobecności Słowianie, wcześniejsi sojusznicy Arnefrita, najechali księstwo. Zamierzali zdobyć Forum Julii (współczesne Cividale) i rozłożyli się obozem w Boksas, którego lokalizacja pozostaje niepewna. Niektórzy wskazują na Purgessimus, inni na Prosascus niedaleko źródeł Natisone (Natisio), a jeszcze inni na Borgo Bressana, a ostatecznie w pobliżu Brischis tuż za miastem. Paweł relacjonuje, że Wechtar dopiero co wrócił z Pawii, w czasie gdy usłyszał o ich obozowisku i pomaszerował przeciwko nim z dwudziestu pięciu mężczyznami. Na moście na Natisone, Wechtar spotkał ich i, według Pawła, pokonał z marszu. Historyczna dokładność relacji Pawła jest podawana w wątpliwość, ze względu na podane przez niego nieprawdopodobne liczby.
Następcą Wechtara został Landar.